# Бонапарт, Каролина
Кароли́на Бонапа́рт (фр. Caroline Bonaparte, полное имя Maria Nunziata Carolina Buonaparte — Мария-Аннунциата Каролина Бонапарт; 25 марта 1782, Аяччо, Корсика — 18 мая 1839, Флоренция) — самая младшая из сестёр Наполеона Бонапарта. Супруга Иоахима Мюрата с 1800 года, королева Неаполя в 1808—1815 годах.

## Биография
В 1793 году вместе с семьёй переехала во Францию. Летом 1797 года во время медового месяца сестры Элизы в Италии познакомилась с 30-летним Иоахимом Мюратом, генералом армии своего брата, и влюбилась в него. В 1798 году для получения образования была отправлена в пансион мадам Кампан, где подружилась с Гортензией Богарне. После переворота 18 брюмера Мюрат лично приехал в пансион к Каролине, чтобы сообщить ей последние новости.
Наполеон не соглашался на брак сестры с Мюратом, желая выдать её замуж за генерала Моро, но после долгих уговоров был вынужден согласиться. 18 января 1800 года в присутствии всей семьи был подписан брачный контракт, а 20 января в Мортфонтене состоялась свадьба. Первое время супруги жили в Париже в отеле Брион, также они проводили много времени в Милане. В 1805 году Каролина получила от Наполеона разрешение и деньги на покупку Елисейского дворца. Вместе с мужем она восстановила дворец, наполнив его произведениями искусства, и открыла там салон. По словам графини А. Потоцкой:

Каролина не отличалась классической красотой, как ее сестры, но обладала гораздо более подвижным личиком, ослепительным цветом кожи, как у большинства блондинок, безукоризненными фигурой и руками и, не будучи знатного происхождения, тем не менее отличалась царственной осанкой. Про её ум Талейран говорил, что её головка хорошенькой женщины покоилась на плечах государственного мужа.
Каролина привлекала себе в помощь известных государственных мужей, её друзьями были Жюно, Талейран и Фуше. Талейран говорил, что она «носила на плечах хорошенькой женщины голову Кромвеля».
Любимица Наполеона Бонапарта, честолюбивая Каролина жаждала власти не меньше своего брата и в 1806 году стала великой герцогиней Клеве и Берга. По слухам, в 1807 году, во время трудной кампании Наполеона, в Париже стали рассуждать о его возможной гибели. Каролина тогда повела интригу с целью сделать Мюрата преемником императора, для чего даже вступила в интимную связь с военным губернатором Парижа Жюно. Тильзитский мир и возвращение Наполеона положило конец этим планам. 
Наполеон в 1807 году послал Жюно на завоевание Португалии, перевёл в 1808 году с неаполитанского престола на испанский своего брата Жозефа, а на освободившийся трон Неаполя посадил Мюрата. Так Каролина стала неаполитанской королевой.
В 1810 году по желанию брата Каролина ездила в Мюнхен для встречи с его невестой Марией-Луизой и сопровождала её в Париж. Появление на свет Наполеона II разрушило мечты Каролины о том, что её старший сын Наполеон-Ахилл Мюрат станет наследником её брата. После поражения Наполеона в войне с Россией, в 1813 году она заключила союз, не только политический, но и любовный, с врагом Наполеона — Клементом Меттернихом, который сто дней безуспешно пытался сохранить за Мюратами трон. Наполеон был уверен, что Мюрат именно «из-за жены перешёл на сторону врага».
Мюрат был расстрелян по законам военного времени 13 октября 1815 года в Калабрии в Пиццо по приказу короля Фердинанда IV Бурбона. Его вдова бежала в Австрию. Под именем графини Липона (анаграмма слова Napoli, то есть Неаполь) она сперва проживала в замке Хайнбург под Веной, а с 1817 года в поместье Фросдорф. В 1824 году она получила право поселиться на вилле «Камбо Марцо» недалеко от Триеста. В 1830 году Луи-Филипп позволил Каролине посетить Францию.
В 1831 году Каролина получила разрешение поселиться во Флоренции в палаццо Грифони, где, по словам графа Бутурлина, жила открытым домом и простотой своего общения и радушной приветливостью снискала себе всеобщее уважение и привязанность. Умерла в мае 1839 года во Флоренции и была похоронена в церкви Всех Святых. Кончина возбудила всеобщую скорбь в городе, где многие её горячо любили.

## Семья и дети
С 20 января 1800 замужем за Иоахимом Мюратом, маршалом Франции. Дети и потомки:
- Наполеон-Ашиль Мюрат (Napoléon Achille Murat, 21 января 1801 — 15 апреля 1847) — в 1821 году переселился в США; во время бельгийской революции поступил в бельгийскую армию, но потом вернулся в Америку. Женился 12 июля 1826 года в Таллахасси, штат Флорида, на Кэтрин Уиллис Грей (1803—1867), дочери полковника Бёрда К. Уиллиса (1781—1846) и Мэри Льюис. Нет потомства.
- Мария Летиция-Жозефа Мюрат (26 апреля 1802 — 12 марта 1859). Вышла замуж в Венеции 27 октября 1823 года за маркиза Гвидо Таддео Пеполи, графа Кастильоне (1789—1852). 4 детей: 
  - Каролина Пеполи (1824—1892),
  - Джоаккино Наполеоне Пеполи (1825—1881),
  - Елизавета Пеполи (1829—1892),
  - Паолина Пеполи (1829—1916);
- Наполеон Люсьен Мюрат, принц Понте-Корво (Napoleon Lucien Charles Murat, 16 мая 1803 — 10 апреля 1878) — также жил в Америке, потом вернулся во Францию; в 1849—1850 годах был полномочным министром Франции в Турине. В 1853 году Наполеон III назначил его сенатором. Во второй половине 1850-х годов стремился получить как наследник трон Обеих Сицилий, но Наполеон III не поддержал претендента, и его надежды не осуществились. Жена — Каролина Георгина Фрейзер, 5 детей: 
  - Каролина Мюрат (1832—1902),
  - Иоаким Мюрат (1834—1901),
  - Анна Мюрат (1841—1924),
  - Ахил Мюрат (1847—1895), жена — княжна Саломея Давидовна Дадиани, трое детей: 
    - Люсьен Шарль Давид Наполеон Мюрат (1870—1933),
    - Наполеон Ахилович Мюрат (1872—1943),
    - Антуанетта Мюрат (1879-1954);

  - Луи Наполеон Мюрат (1851—1912);
- Луиза-Жюли Каролина Мюрат (21 марта 1805 — 1 декабря 1889). Вышла замуж в Триесте 25 октября 1825 года за графа Джулио Распони (1787—1876). Оставила воспоминания своего детства и о жизни семьи Мюрат в Неаполе. 6 детей: 
  - Джоакино Распони (1826—1826),
  - Джоакино Распони (1828—1828),
  - Джоакино Распони (1829—1877),
  - Петро Распони (1831—1878),
  - Летиция Распони Мюрат (1832—1906),
  - Ахил Распони Мюрат (1835—1896).

## Образ в кино
- «Мадам Сан-Жен[англ.]» (немой, США, 1925) — актриса Арлетт Маршаль
- «Наполеон» (немой, Франция, 1927) — актриса Пьеретта Луганд
- «Мадам Сан-Жен[фр.]» (Франция, 1941) — актриса Джинн Рейнхарт
- «Мадам Сан-Жен[исп.]» (Аргентина, 1945) — актриса Делфи де Ортега[исп.]
- «Дезире: любовь императора Франции[англ.]» (США, 1954) — актриса Джуди Лестер
- «Наполеон: путь к вершине» (Франция, Италия, 1955) — актриса Анна Амендола[фр.]
- «Битва при Аустерлице» (Франция, Италия, Югославия, 1960) — актриса Даниэла Рокка[фр.]
- «Мадам Беспечность» (Франция, Италия, Испания, 1961) — актриса Аналия Гаде